# 3. Ulanen-Regiment Nr. 21 „Kaiser Wilhelm II., König von Preußen“
Das 3. Ulanen-Regiment Nr. 21 „Kaiser Wilhelm II., König von Preußen“ war ein Kavallerieverband der Sächsischen Armee. Bekannt ist das Regiment durch sein Garnisonslazarett, welches in modernisierter Art bis in das 21. Jahrhundert als Krankenhaus genutzt wird.

## Aufstellung und Geschichte

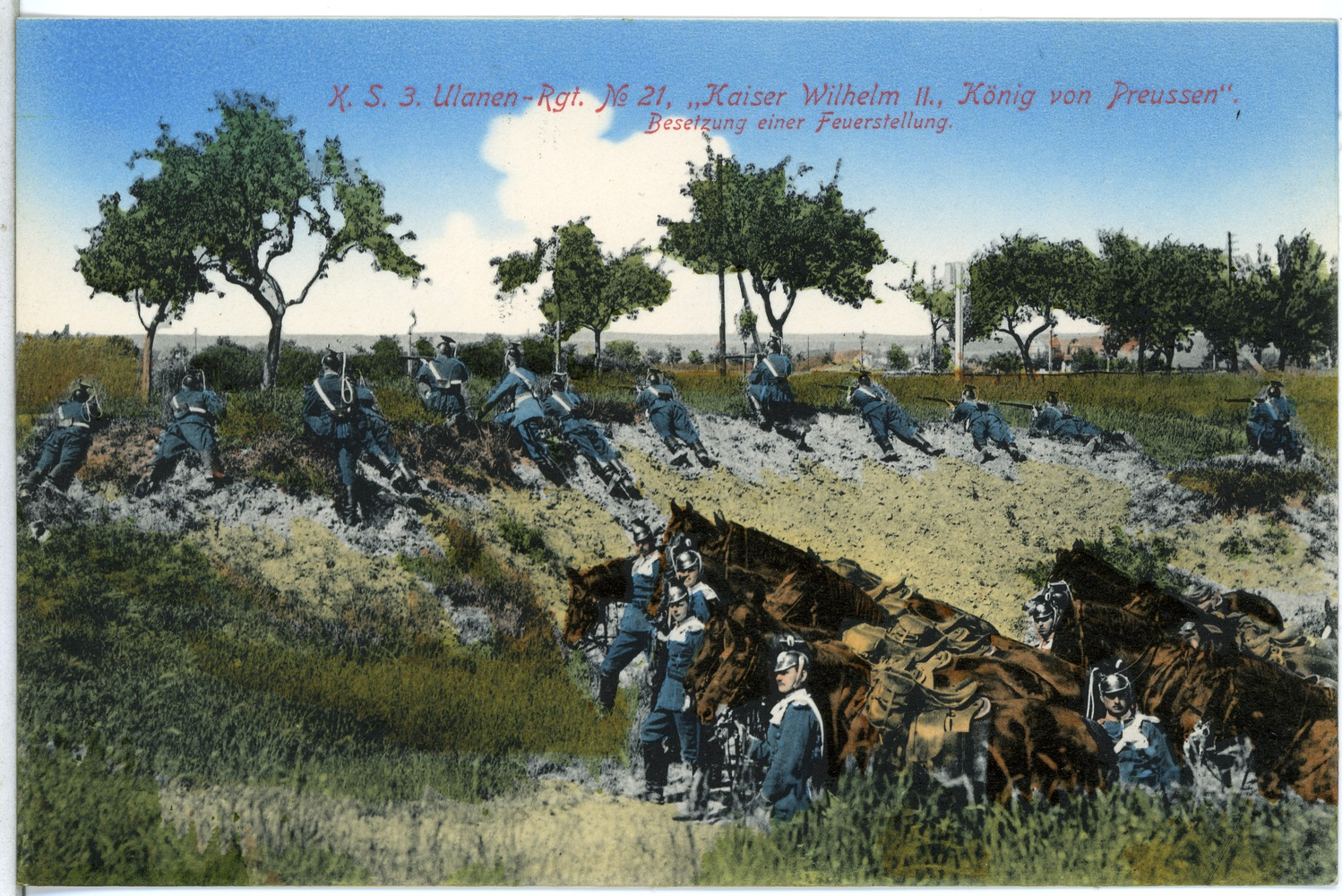
Regimentsangehörige bei der Besetzung einer Feuerstellung

Der Verband wurde am 1. April 1905 mit Wirkung zum 1. Oktober 1905 (Stiftungstag) aus dem Kombinierten Jäger-Detachement zu Pferde als 3. Ulanen-Regiment Nr. 21 auf dem Truppenübungsplatz Zeithain neu errichtet. Aus Anlass des Besuches von Wilhelm II. in Dresden ernannte König Friedrich August III. den Kaiser am 25. Oktober 1905 zum Regimentschef und bestimmte, dass der Verband ab diesem Zeitpunkt den Namen 3. Ulanen-Regiment Nr. 21 „Kaiser Wilhelm II., König von Preußen“ zu führen hatte. Ende November verlegte das Regiment nach Chemnitz verlegt, wo sich auch das Kommando der 4. Division Nr. 40 befand. Gemeinsam mit dem Karabinier-Regiment (2. Schweres Regiment) in Borna bildete es die 4. Kavallerie-Brigade Nr. 40.
Bei der Mobilmachung anlässlich des Ersten Weltkrieges wurde das Regiment mit der 4. Kavallerie-Brigade Nr. 40 der neuaufgestellten 8. Kavallerie-Division (Königlich Sächsische) unterstellt. Somit gehörte es zum XIX. (II. Königlich Sächsisches) Armee-Korps und war Teil der 3. Armee. Zunächst in Lothringen an der Westfront eingesetzt, verlegte Ende August 1914 nach Ostpreußen. Bis 1915 nahmen die Ulanen an den Kämpfen in Polen und anschließend bis zum Waffenstillstand Mitte Dezember 1917 an der Ostfront in Kurland teil. Daran schloss sich der Vormarsch zum Peipussee an. Mit der Auflösung der übergeordneten 8. Kavallerie-Division wurde das Regiment Anfang April 1918 wieder an die Westfront verlegt und hier der Bayerischen 6. Landwehr-Division zugeteilt.

### Verbleib
Nach Kriegsende kehrten die Reste des Verbandes bis 17. Dezember 1918 in die Heimat zurück. Dort erfolgte die Demobilisierung und am 22. Januar 1919 wurde das Regiment schließlich aufgelöst.
Die Tradition übernahm in der Reichswehr durch Erlass des Chefs der Heeresleitung General der Infanterie Hans von Seeckt vom 24. August 1921 die Ausbildungseskadron des 12. (Sächsisches) Reiter-Regiments in Dresden. In der Wehrmacht führte die I. Abteilung des Panzerregiments 3 die Tradition fort.

## Kommandeure

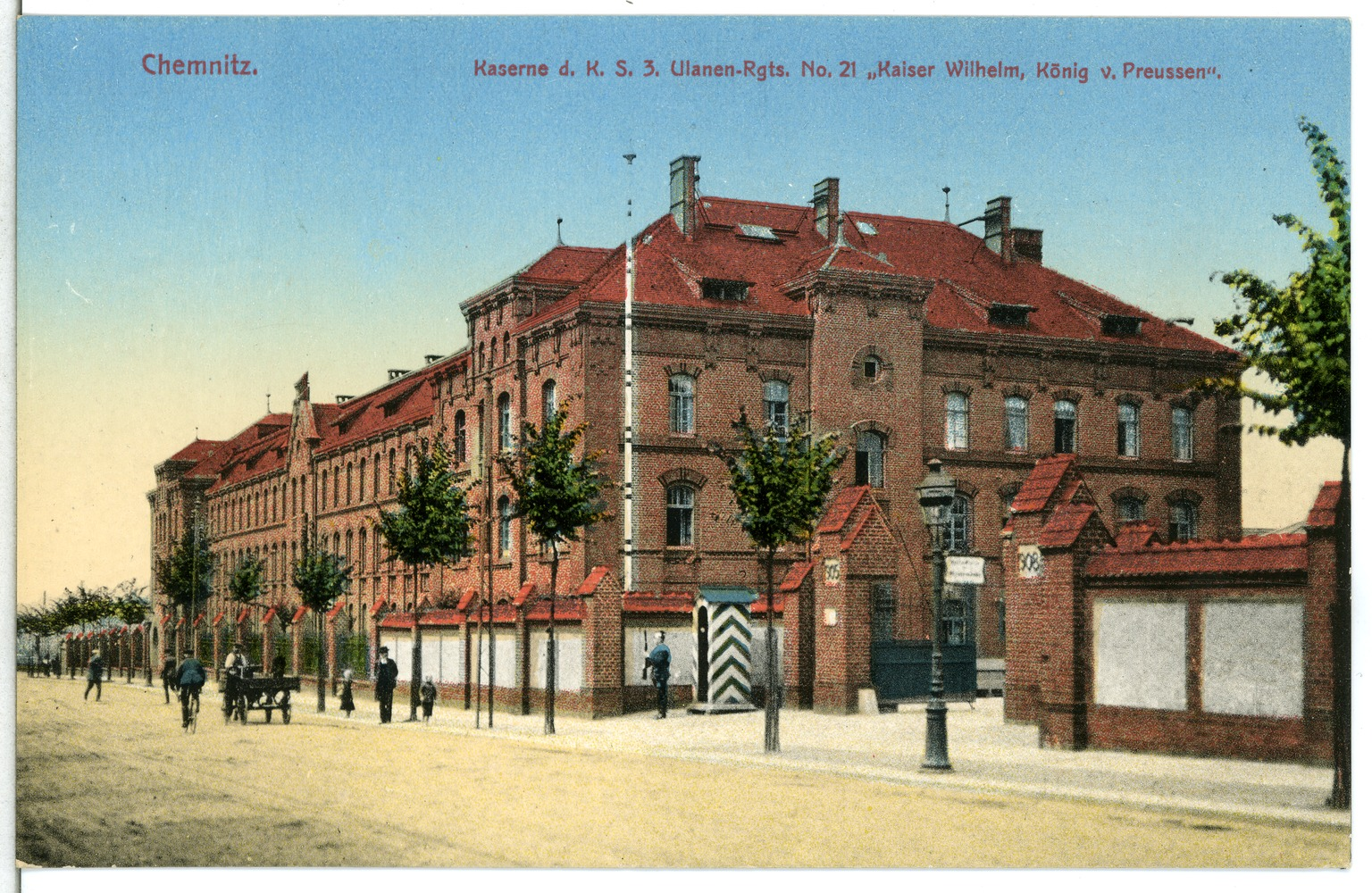
Kaserne des 3. Ulanen-Regiments Nr. 21 (1911)

| Dienstgrad                  | Name                               | Datum                                 |
| --------------------------- | ---------------------------------- | ------------------------------------- |
| Major/Oberstleutnant/Oberst | Günther von der Schulenburg-Hehlen | 01. Oktober 1905 bis 22. Oktober 1910 |
| Major/Oberstleutnant        | Hans Roßbach                       | 23. Oktober 1910 bis 16. März 1914    |
| Major                       | Otto von der Wense                 | 17. März 1914 bis 19. Dezember 1916   |
| Major                       | Gerhard Gysae                      | 18. Dezember 1917 bis 28. Juli 1917   |
| Major                       | Karlo von Fritsch                  | 28. Juli 1917 bis 15. Oktober 1918    |
| Major                       | Friedrich Genthe                   | 15. Oktober bis 11. November 1918     |
| Oberstleutnant              | Gerhard Gysae                      | 0 Februar 1919 bis Auflösung          |

## Kaserne
Die Kaserne des Regiments befand sich in der Garnisonsstadt Chemnitz am Rand des Zeisigwaldes an der Planitzstraße. Die Kaserne wurde ab 1905 auf dem Gelände errichtet, auf dem bereits 1900 bis 1906 die Kaserne für das 15. Infanterie-Regiment Nr. 181 errichtet worden war.

## Lazarett
Das Lazarett des Regiments befand sich direkt neben der Kaserne an der Zeisigwaldstraße und wurde als Garnisonslazarett gemeinsam mit dem 15. Infanterie-Regiment Nr. 181 genutzt. Noch heute befindet sich dort ein Krankenhaus.